# Pia Olsen Dyhr
Pia Olsen Dyhr, född 30 november 1971 i Vallensbæk, är en dansk politiker. Hon är sedan 2014 partiledare för Socialistisk Folkeparti (SF).
Olsen Dyhr valdes in i Folketinget 2007. Hon var handels- och investeringsminister 2011–2013 och transportminister 2013–2014 i regeringen Helle Thorning-Schmidt I. Hon valdes till partiledare efter att Annette Vilhelmsen avgått i samband med att SF 2014 bröt regeringssamarbetet.